# الناعم
الناعم قرية في منطقة القصير في محافظة حمص في سورية.